# Lijst van Brusselse ministers van Ontwikkelingssamenwerking
Dit is een lijst van ministers van Ontwikkelingssamenwerking in de Brusselse Hoofdstedelijke Regering.

## Lijst
| Nr.                              | Minister | Minister              | Partij | Partij   | Begin        | Einde        | Regering(en) |
| -------------------------------- | -------- | --------------------- | ------ | -------- | ------------ | ------------ | ------------ |
| 1                                |          | Charles Picqué (1948) |        | PS       | 19 juli 2004 | 16 juli 2009 | Picqué III   |
| vacant (16 juli 2009-7 mei 2013) |          |                       |        |          |              |              |              |
| 2                                |          | Rudi Vervoort (1958)  |        | PS       | 7 mei 2013   | 20 juli 2014 | Vervoort I   |
| 3                                |          | Guy Vanhengel (1958)  |        | Open Vld | 20 juli 2014 | 18 juli 2019 | Vervoort II  |
| S                                |          | Bianca Debaets (1973) |        | CD&V     | 20 juli 2014 | 18 juli 2019 | Vervoort II  |